# Lop Buri
Lop Buri, (thai:  ลพบุรี) är en provins (changwat) i centrala Thailand, norr om Bangkok. Provinsen hade år 2017 757 273 invånare på en areal av 6 199,8 km². Provinshuvudstaden är Lop Buri, med 54 373 invånare (2000). Staden grundades som Lavo mellan 4-talet och 6-talet e.Kr. Den införlivades i Khmerriket på 900- eller 1000-talet och blev en viktig provinshuvudstad.

## Administrativ indelning
Provinsen är indelad 11 distrikt (amphoe). Distrikten är i sin tur indelade i 124 subdistrikt (tambon) och 1110 byar (muban). 